# 盧納縣
盧納縣是美国新墨西哥州西南部的一個縣，南界墨西哥，面積7,680平方公里。根據2020年美國人口普查，本縣共有人口25,427人。本縣縣治為德明（Deming）。

## 歷史

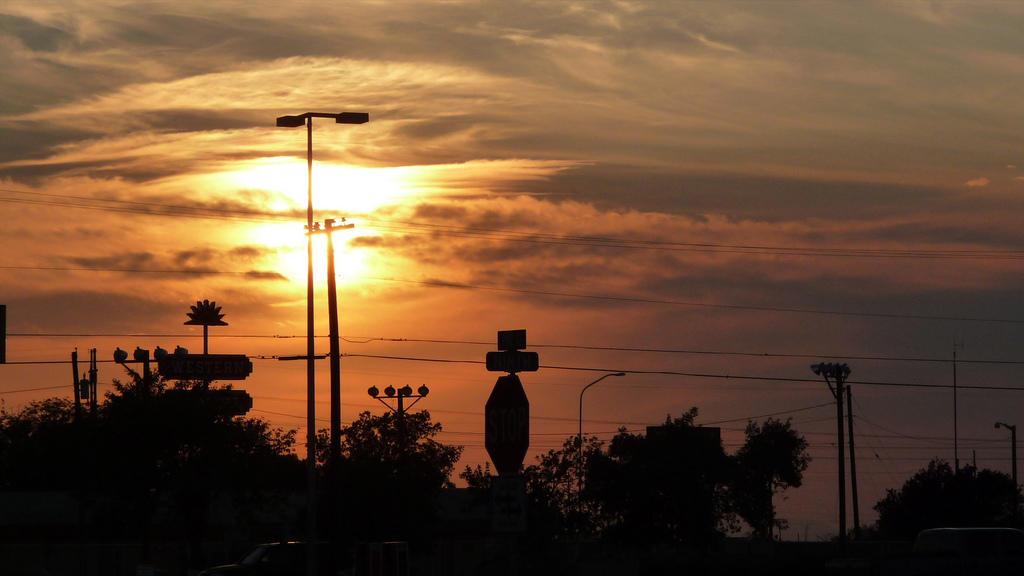
黃昏下的德明

本縣於1901年3月16日成立，縣名紀念當地的牧牛場主、政客所羅門·盧納（Soloman Luna）。
於1916年3月16日，墨西哥革命領袖龐丘·維拉曾經攻打位於盧納縣南部美墨邊境附近的哥倫布，戰事導致十八名哥倫布市居民和美國士兵死亡，75名墨西哥士兵死亡。是次入侵是第二次世界大戰日本皇軍佔領阿圖島以前最近一次有外國軍隊侵入美國領土。

## 地理
根據2000年人口普查，盧納縣的總面積為2,965平方英里（7,680平方），其中有2,965平方英里（7,680平方），即99.99%為陸地；0平方英里（0平方），即0.01%為水域。

### 毗鄰縣和直轄市
- 新墨西哥州 格蘭特縣：西方
- 新墨西哥州 伊達爾戈縣：西方
- 新墨西哥州 謝拉縣：東北方
- 新墨西哥州 唐娜安娜縣：東方
- 墨西哥 奇瓦瓦州 亞森松直轄市（英语：Ascensión Municipality）：南方

## 人口
| 调查年            | 人口   | 备注 | %±     |
| ----------------- | ------ | ---- | ------ |
| 1910              | 3,913  |      | —      |
| 1920              | 12,270 |      | 213.6% |
| 1930              | 6,247  |      | −49.1% |
| 1940              | 6,457  |      | 3.4%   |
| 1950              | 8,753  |      | 35.6%  |
| 1960              | 9,839  |      | 12.4%  |
| 1970              | 11,706 |      | 19.0%  |
| 1980              | 15,585 |      | 33.1%  |
| 1990              | 18,110 |      | 16.2%  |
| 2000              | 25,016 |      | 38.1%  |
| 2010              | 25,095 |      | 0.3%   |
| [ 5 ] [ 6 ] [ 7 ] |        |      |        |

### 2010年
根據2010年人口普查，盧納縣擁有25,095居民。而人口是由77.7%白人、1.1%黑人、1.3%原住民、0.5%亞裔、16.8%其他種族和2.6%混血构成。而西班牙裔或拉丁美洲人佔了人口61.5%。

### 2000年
根據2000年人口普查，盧納縣擁有25,016居民、9,397住戶和6,596家庭。其人口密度為每平方英里8居民（每平方公里3居民）。本縣擁有11,291間房屋单位，其密度為每平方英里4間（每平方公里1間）。而人口是由74.3%白人、0.94%黑人、1.11%原住民、0.34%亞裔、20.23%其他種族和3.08%混血构成。而西班牙裔或拉丁美洲人佔了人口57.70%。
在9,397住户中，有33.9%擁有一個或以上的兒童（18歲以下）、53.6%為夫妻、12.4%為單親家庭、29.8%為非家庭、26.4%為獨居、14%住戶有同居長者。平均每戶有2.64人，而平均每個家庭則有3.2人。在25,016居民中，有30%為18歲以下、7.6%為18至24歲、22.7%為25至44歲、21.5%為45至64歲以及18.2%為65歲以上。人口的年齡中位數為37歲，女子對男子的性別比為100：95.2。成年人的性別比則為100：93.2。
本縣的住戶收入中位數為$20,784，而家庭收入中位數則為$24,252。男性的收入中位數為$25,008，而女性的收入中位數則為$16,883，人均收入為$11,218。約27.2%家庭和32.9%人口在貧窮線以下，包括46.8%兒童（18歲以下）及15.8%長者（65歲以上）。